# Municipio de Liberty (condado de Butler)
El municipio de Liberty (en inglés: Liberty Township) es un municipio ubicado en el condado de Butler en el estado estadounidense de Ohio. En el año 2010 tenía una población de 37259 habitantes y una densidad poblacional de 491,4 personas por km².

## Geografía
El municipio de Liberty se encuentra ubicado en las coordenadas 39°23′57″N 84°24′39″O / 39.39917, -84.41083. Según la Oficina del Censo de los Estados Unidos, el municipio tiene una superficie total de 75.82 km², de la cual 75.73 km² corresponden a tierra firme y (0.12%) 0.09 km² es agua.

## Demografía
Según el censo de 2010, había 37259 personas residiendo en el municipio de Liberty. La densidad de población era de 491,4 hab./km². De los 37259 habitantes, el municipio de Liberty estaba compuesto por el 86.86% blancos, el 6.17% eran afroamericanos, el 0.14% eran amerindios, el 4.13% eran asiáticos, el 0.01% eran isleños del Pacífico, el 0.9% eran de otras razas y el 1.79% pertenecían a dos o más razas. Del total de la población el 2.8% eran hispanos o latinos de cualquier raza.